# Александро-Невский Завод
Алекса́ндро-Не́вский Заво́д — село в Куйтунском районе Иркутской области России. Входит в состав Алкинского сельского поселения.

## География
Село находится на правом берегу реки Алка (левый приток Оки), на расстоянии 34 км к северо-западу от посёлка городского типа Куйтун, административного центра района.

## Население
| 2002 | 2010 | 2011 | 2012 |
| ---- | ---- | ---- | ---- |
| 51   | ↘29  | →29  | →29  |

### Половой состав
По данным Всероссийской переписи, в 2010 году в селе проживало 29 человек (14 мужчин и 15 женщин).